# Asystasia masaiensis
Asystasia masaiensis är en akantusväxtart som beskrevs av Gustav Lindau. Asystasia masaiensis ingår i släktet Asystasia och familjen akantusväxter. Inga underarter finns listade i Catalogue of Life.